# 芭比公主三劍客
《芭比公主三劍客》（英語：Barbie and The Three Musketeers）是环球影业發行的錄影帶首映動畫作品，於2009年9月15日以DVD的形式在美國發售。該作為芭比動畫系列的第16部電影，改編自法國作家大仲马的小說《三劍客》（法語：Les Trois Mousquetaires）。電影中的女主人公是由Barbie和她的三個朋友Teresa、Summer、Nikki共同扮演，她們秉持“人人為我，我為人人”的精神，共同實現了成為劍客的夢想。
香港於2009年9月15日由洲立影視有限公司代理發行DVD。
台灣於2009年10月23日由得利影視股份有限公司代理發行DVD。
中国大陆由中国录音录像出版总社出版，中录华纳家庭娱乐有限公司发行DVD和VCD，之后DVD又由新汇集团上海声像出版社有限公司再版发行。

## 劇情
可琳是一個來自加斯科涅的鄉村女孩，她夢想在法國巴黎成爲一名劍客。1560年，她帶著媽媽瑪莉交給她的一封信，和馬兒亞歷山大還有貓咪梅雅特一同去了巴黎，這封信是交給劍客隊長卓費先生的，因為卓費先生是她父親的老朋友，她希望卓費先生能幫她介紹，讓她能成爲一名劍客。可琳因爲想成爲一名女劍客而被男劍客們嘲笑，因為沒有人認為女孩也可能成為劍客。最後她被女僕長狄寶絲太太看中，成為了路易王子宮殿的女仆。她的同事是薇薇卡、阿瑞米娜和雲妮，她們也夢想成爲一名劍客。於是這四個女孩成爲了朋友。
在一天工作時，一盞枝形吊燈突然掉了下來。可琳找到了一顆小紅寶石，她發現吊燈的繩子是被這顆紅寶石給割斷的。一位名叫海倫娜的年長女仆在無意中聽到了她們的談話，並帶領她們通過一個秘密通道，在那裏她把她們帶到古老的劍客訓練室。她决定訓練這四個女孩，幫助她們成爲真正的劍客。很快，女孩們在海倫娜的教導下掌握了屬於她們自己的技能，她告訴她們一定要證明女孩也可以成爲劍客。
菲力是路易王子的表兄弟和顧問，他計劃讓吊燈落在王子身上，這樣他就會被砸死，菲力就可以成爲國王。菲力計劃再次刺殺王子。當可琳看到路易王子被困在熱氣球上時，她急忙救下了他。可琳發現拴着熱氣球的繩子被剪斷了，就像枝形吊燈一樣。一天晚上，可琳和她的朋友們外出散步，遇到了菲力。她們趕忙隱蔽起來，看到菲力拿出了一把刀，可琳意識到這把刀和她在枝形吊燈旁邊發現的紅寶石相匹配。她們很快就發現，菲力的手下正在把武器偷偷帶進化裝舞會，准備刺殺路易王子。可琳和其他女孩们想警告路易王子，但是她们没有证据。而化装舞会上使用的剑只是道具（这意味着它们被偷偷调换了）。女孩们试图解释，反而遭到解雇，被禁止进入城堡。可琳并不打算放弃，说她们有能力来拯救路易王子。四个女孩戴着面具，并用假的名字前去参加化装舞会。可琳和路易王子在剑舞仪式上跳舞。其他女孩们也一边跳舞，一边在观察着菲力的一举一动。
女孩们发现菲力佩戴着的是一把真剑，她们上前去分散他的注意力，阻止他去刺伤路易王子。当所有人的注意力都集中在看烟花上时，菲力准备拔剑去刺杀路易王子。这一举动被可琳及时发现，她夺走了菲力的剑。菲力的手下也暴露了他们的真面目。四个女孩纷纷展示出自己的技能，将菲力的手下一一击退。菲力的计划暴露了，可琳独自救下了被菲力给劫持的路易王子，菲力所有的手下也都被捕了。由于她们的勇敢，路易王子封她们为皇家剑客。可琳和她的朋友们终于實現了夢想，一起欢呼道：“人人为我，我为人人！”

## 配音員
※標註的是沒有中文譯名的名字，純屬以英文來發音（中國大陸普通話版）。中文譯名顯示為台灣國語版的名字。
| 角色                            | 英語原聲                          | 國語配音 | 國語配音                  | 國語配音 |
| 角色                            | 英語原聲                          | 中国大陆 | 台湾                      | 广东话   |
| ------------------------------- | --------------------------------- | -------- | ------------------------- | -------- |
| ※可琳（Corinne）/Barbie扮演     | 凱莉·謝里丹                       | 鍾薇     | 傅其慧                    |          |
| ※薇薇卡（Viveca）/Teresa扮演    | 基拉·陶恕                         | 周秀娜   | 馬君珮                    |          |
| ※阿瑞米娜（Aramina）/Summer扮演 | 薇洛·約翰遜                       | 莉莉     | 王瑞芹                    |          |
| ※雲妮（Renée）/Nikki扮演        | 朵拉·貝爾（Dorla Bell）           | 小云     | 詹雅菁                    |          |
| ※梅雅特（Miette）               | 阿美莉娅·提丽普拉·亨德森          | 小丽     | 李卉                      |          |
| 菲力（Philippe）                | 蒂姆·克里                         | 大饼     | 康殿宏                    |          |
| 瑪莉（Marie）                   | 妮可·奧利佛                       | 赵冰冰   | 楊凱凱                    |          |
| 狄寶絲太太（Madame de Bossé）   | 瑪麗蓮·甘恩（Merrilyn Gann）      | 李丽蓉   | 龍顯蕙                    |          |
| 海倫（Hélène）                  | 凱斯琳·巴爾                       | 李俊英   | 崔幗夫                    |          |
| 路易王子（Prince Louis）        | 马克·海德斯                       | 大牛     | 何志威                    |          |
| 貝文（Bertram）                 | 迈克尔·多布森                     | 谭王鸿   | 陳旭昇                    |          |
| 布圖斯（Brutus）                | 布萊恩·多布森                     | 谭王鸿   | 林谷珍                    |          |
| 卓費先生（Monsieur Treville）   | 伯纳德·凯弗林（Bernard Cuffling） | 赵威     | 孫中台                    |          |
| 沙治（Serge）                   | 布拉德‧斯威爾                     | 林森     | 蔣鐵城                    |          |
| 亞歷山大（Alexander）           | 大衛·凱伊                         | 张立昆   | 李香生                    |          |
| 女1（Fancy Dress Girl #1）      | 妮可·奧利佛                       | 赵冰冰   | 李悅寧                    |          |
| 女2（Fancy Dress Girl #2）      | 凱斯琳·巴爾                       | 李丽蓉   | 石采薇                    |          |
| 劍客1（Musketeer #1）           | 阿利斯塔尔·阿貝爾                 | 大饼     | 曹冀魯                    |          |
| 劍客2（Musketeer #2）           | 布瑞恩·德拉蒙德                   | 赵威     | 陳旭昇 丘台名（守門劍客） |          |
| 守衛1（Regent Guard #1）        | 泰瑞·克拉森                       | 林森     | 陳宗岳                    |          |
| 守衛2（Regent Guard #2）        | 布萊恩·多布森                     | 李宗强   | 夏治世                    |          |
| 随从（Henchmen）                | 泰瑞·克拉森                       | 赵威     | 夏治世                    |          |
| 马夫（Driver）                  | 大衛·凱伊                         | 李宗强   | 蔣鐵城                    |          |
| 皇室傳話員（Royal Announcer）   | 阿利斯塔尔·阿貝爾                 | 林森     | 孫誠                      |          |
| 男（Handsome Man）              | 布拉德‧斯威爾                     | 大牛     | 丘台名                    |          |
| 豬（Pig）                       | 泰瑞·克拉森                       | 李宗强   | 孫誠                      |          |

## 歌曲
Making My Way
创作：Leslie Mills, Chris Pelcer
演唱：Leslie Mills
All For One
创作：Amy Powers, Jeannie Lurie
演唱：Keely Hawkes

## 配音譯製人員
中国大陆國語版工作人員
- 翻译：林小宝
- 导配：蔡济生
- 收音师：邓显辉
- 混音：袁定业
- 统筹：赵律忻
- 国际项目统筹：Angela Sa

台灣國語版工作人員
- 翻譯：劉惠嵐
- 對白領班：夏治世
- 對白錄音師：吳信熹
- 混音師：袁定業
- 製作統籌：王紀盛
- 國際專案統籌：Angela Sa

## 備註
1. 1 2  依照芭比系列電影上映次序。

## 資料來源
1. ↑  . 2022-11-13  [2022-11-13]. （原始内容存档于2022-11-13）.
2. ↑  . 2022-11-13  [2022-11-13]. （原始内容存档于2022-11-13）.
3. ↑  . 2022-11-13  [2022-11-13]. （原始内容存档于2022-11-13）.

## 外部連結
- 《芭比公主三劍客》 （页面存档备份，存于） - 環球影業家庭娛樂（英文）
- 在Netflix上觀看《芭比公主三劍客》
- 互联网电影数据库（IMDb）上《芭比公主三劍客》的资料（英文）
- 豆瓣电影上《芭比公主三劍客》的資料 （简体中文）
- AllMovie上《芭比公主三劍客》的资料（英文）
- 爛番茄上《芭比公主三劍客》的資料（英文）